# Zambie aux Jeux du Commonwealth
La Zambie participe aux Jeux du Commonwealth depuis les Jeux de 1954 à Vancouver.
Le protectorat britannique de Rhodésie du Nord envoie dix athlètes participer aux Jeux de 1954, aux épreuves d'athlétisme, de boulingrin, d'haltérophilie, de lutte et de natation. Absent aux Jeux de 1958, il prend part à la délégation de la Fédération de Rhodésie et du Nyassaland pour ceux de 1962. Devenu la république indépendante de Zambie en 1964, il fait son retour lors des Jeux de 1970. Il participe depuis à toutes les éditions des Jeux, sauf ceux de 1986 à Édimbourg, où il participe au boycott.
Les Zambiens ont obtenu à ce jour trente-et-une médailles aux Jeux du Commonwealth : trois d'or, huit d'argent et vingt de bronze. De loin leur discipline de prédilection a été la boxe, où ils ont recueilli deux médailles d'or, sept d'argent et dix-sept de bronze, soit vingt-six de leur  trente-et-une médailles. 

## Médailles
Résultats par Jeux :
| Année | Médaille d'or | Médaille d'argent | Médaille de bronze | Total   |
| ----- | ------------- | ----------------- | ------------------ | ------- |
| 1954  | 0             | 0                 | 1                  | 1       |
| 1958  | absents       | absents           | absents            | absents |
| 1962  | n/a           | n/a               | n/a                | n/a     |
| 1966  | absents       | absents           | absents            | absents |
| 1970  | 0             | 2                 | 2                  | 4       |
| 1974  | 1             | 1                 | 1                  | 3       |
| 1978  | 0             | 2                 | 2                  | 4       |
| 1982  | 0             | 1                 | 5                  | 6       |
| 1986  | absents       | absents           | absents            | absents |
| 1990  | 0             | 0                 | 3                  | 3       |
| 1994  | 1             | 1                 | 2                  | 4       |
| 1998  | 0             | 0                 | 1                  | 1       |
| 2002  | 1             | 1                 | 1                  | 3       |
| 2006  | 0             | 0                 | 0                  | 0       |
| 2010  | 0             | 0                 | 0                  | 0       |
| 2014  | 0             | 0                 | 2                  | 2       |
| Total | 3             | 8                 | 20                 | 31      |

Médaillés d'or pour la Zambie :
| Nom              | Jeux | Discipline | Épreuves                | Résultat |
| ---------------- | ---- | ---------- | ----------------------- | -------- |
| Lotti Mwale      | 1974 | Boxe       | Hommes -de 71 kg        |          |
| Samuel Matete    | 1994 | Athlétisme | 400 mètres haies hommes | 48,67 s  |
| Kennedy Kanyanta | 2002 | Boxe       | Hommes -de 51 kg        |          |